# Музыкальная критика
Музыка́льная критика — анализ и оценка произведений музыкального искусства. В широком смысле элементы музыкальной критики могут содержаться в любом развёрнутом профессиональном высказывании, и вплоть до XVIII века музыкальная критика представляла собой интегральную часть специализированных трактатов о музыке и более общих гуманитарно-философских трудов. С появлением периодической печати постепенно возникла музыкальная критика в более узком смысле слова, позиционирующая себя как экспертная оценка музыкальных произведений, адресованная более или менее широкому кругу их слушателей. И такая критика, однако, вырастает из предшествующей аналитической работы, производимой музыковедением, — как отмечал Ю. В. Келдыш и д. р.
Объективная критическая оценка того или иного творческого факта невозможна без учёта конкретных условий его возникновения, места, занимаемого им в общем процессе музыкального развития, в общественной и культурной жизни данной страны и народа в определённую историческую эпоху. Для того, чтобы быть доказательной и убедительной, эта оценка должна опираться на твёрдые методологические основы и накопленные результаты исторического и теоретического музыковедческого исследования.
В развитии как музыкальной критики, так и музыкальной журналистики (ориентированной в большей степени на изложение фактов, чем на отстаивание определённых эстетических концепций) сыграло большую роль становление в XIX веке специализированных периодических изданий широкой читательской ориентации — прежде всего, первой «Всеобщей музыкальной газеты», открывшейся в 1798 году. В то же время на всём протяжении XIX столетия развивалась и критика в музыкальных разделах изданий общего профиля. Как источник заработка, но также и как платформу для высказывания своей точки зрения, возможность публикации статей о музыке в газетах и журналах общего профиля использовали многие крупные музыканты — например, Роберт Шуман и Гектор Берлиоз.